# 宗岡包延
宗岡 包延（むねおか の かねのぶ）は、平安時代後期から鎌倉時代前期にかけての地下官人。

## 概要
宗岡氏は元慶元年（877年）に石川木村が先祖の名（蘇我石川）をもって子孫の氏の名称とするのでは、諱を避けることができず（避諱）、死後に生前の実名を忌んで口にしない風習に反するとして、宗岳朝臣姓に改姓したのが始まりである。
包延は『地下家伝』によると久安年間（1145年〜1151年）に召使、史生、行事官として朝廷に仕えていたという。また、建久8年（1197年）に上召使として見える。